# Mordomo do palácio
O mordomo do palácio (ou do paço) ou prefeito do palácio (ou do paço) era um dos mais altos dignitários de alguns estados medievais europeus, nomeadamente dos reinos francos dos séculos VII e VIII, sendo responsável pela administração da casa real. A designação do cargo tem origem no latim "major domus" ("maior" ou "superior da casa"), abreviatura da designação completa do cargo "quasi magister palatii seu major domus regiæ" ("por assim dizer, mestre do palácio ou maior da casa do rei").
Durante o século VII, o cargo de mordomo do palácio acabou por se tornar o detentor do verdadeiro poder por trás do trono da Austrásia, a parte setentrional do Reino dos Francos durante a dinastia merovíngia. A partir de meados do período merovíngio, o mordomo passou a deter e a exercer real e efetivamente o poder no que dizia respeito às decisões que afetavam o reino, reduzindo-se os reis ao desempenho de funções meramente cerimoniais, o que os tornava pouco mais do que reis nominais e simples figuras de proa. Por esta altura, o mordomo pode ser comparado a um primeiro-ministro de uma moderna monarquia constitucional — concentrando o poder efetivo, em nome de um rei meramente cerimonial — ou das figuras do xogum japonês e do peshwa indiano.
O cargo tornou-se hereditário em favor da família dos pipinidas, de onde saíram poderosos mordomos do palácio, entre os quais Carlos Martel, sendo que nos últimos quatro anos do seu governo nem sequer existiu a figura de um rei, ainda que meramente de fachada, reinando ele próprio com o título de "duque e príncipe dos Francos" (dux et princeps Francorum). Depois da reunião da Austrásia e da Nêustria num único reino, Pepino, o Breve (mordomo desde 747) tomou a coroa aos merovíngios em 751, fundando uma dinastia carolíngia. O seu filho, Carlos Magno, assumiu um poder ainda maior, ao ser coroado Imperador em 800, tornando-se uma das maiores figuras da história da Europa.
Em outros estados da Europa medieval, como foram os casos dos vários reinos ibéricos, existiram também os cargos de mordomo, segundo o modelo Franco.

## Lista de mordomos do palácio

### Reino da Austrásia
- Partêmio (até 548)
- Gogo (c. 567–581), durante a menoridade de Quildeberto II
- Vandaleno (desde 581), durante a menoridade Quildeberto II
- Gundulfo (desde 600), sob Teodeberto II
- Landrico (até 612), provavelmente também na Nêustria
- Varnaquar (612–617), também na Borgonha
- Hugo (ou Cuco) (617–623), sucessor do anterior
- Pepino de Landen (623–629), sob Dagoberto I
- Adalgisel (633–639)
- Pepino de Landen (639–640), novamente
- Otão (640–642 ou 643)
- Grimoaldo, o Velho 642 ou 643–656), morreu em 662
- Vulfoaldo (656–680), também em Nêustria (673–675)
- Pepino de Heristal (680–714), assumiu o título de "duque e príncipe dos Francos" depois da conquista da Nêustria in 687
- Teodoaldo (714–715), também em Nêustria. Filho ilegítimo de Grimoaldo o Moço, designado herdeiro do seu avô Pepino, em oposição à nobreza que aclamou Carlos Martel
- Carlos Martel (715–741), filho ilegítimo de Pepino de Herstal, também na Nêustria (718–741)
- Carlomano (741–747), filho de Carlos Martel, morreu em 754 ou 755
- Drogo (747–751), filho de Carlomano

### Reino da Nêustria
- Landrico, sob Clotário II, provavelmente também na Austrásia
- Gundolando (613 ou 616–639)
- Ega (639–641), também na Borgonha
- Erquinoaldo (641–658)
- Ebroíno (658–673), deposto
- Vulfoaldo (673–675), também na Austrásia (662–680)
- Leudésio (675), escolhido depois do precedente, depois deposto
- Ebroíno (675–680), novamente
- Varatão (680 ou 681–682), deposto pelo seu filho Gistemário
- Gistemário (682), filho do precedente, usurpador, morreu em 683 ou 684
- Varatão (682–684 ou 686), novamente
- Bertário (686–688 ou 689), genro do precedente, derrotado na Batalha de Tertry por Pepino de Herstal em 687, assassinado em 688 ou 689
- Pepino de Herstal (688–695), representado na corte pelo seu seguidor Nordeberto
- Grimoaldo, o Moço (695–714), filho do precedente
- Teodoaldo (714–715), também na Austrásia. Filho ilegítimo do precedente, expulso da Nêustria pela nobreza, cancelou a pretendência ao cargo em 716
- Ragenfrido (715–718), tomou o poder na Nêustria em 714 ou 715, mas foi derrotado por Carlos Martel em 717 e definitivamente em 718, fugindo em 731
- Carlos Martel (718–741), filho ilegítimo de Pepino de Herstal, também na Austrásia (715–741)
- Pepino, o Breve (741 ou 742–751), tornou-se Rei dos Francos em 751 e morreu em 768

### Ducado da Borgonha
- Varnacário I (596–599)
- Bertoaldo (antes de 603–604)
- Protádio (604–606)
- Cláudio
- Radão (613–617)
- Varnacário II (617–626), também na Austrásia
- Godino (626–627)
- Brodúlfo (627–628)
- Ega (639–641), também na Nêustria
- Flaoquado (642)
- Radoberto (642–662)
- Drogo (695–708), filho de Pepino de Herstal e duque de Champanhe (a partir de 690), duque da Borgonha depois da morte de Norberto em 697